# Paul Baekeland
Paul Omer Jozef Baekeland (Schorisse, 30 maart 1936 - Schorisse, 22 mei 2019) was een Belgisch dichter.
Hoewel Baekeland zich tot de letterkunde voelde aangetrokken, kwam hij uiteindelijk in de bouw terecht, maar bleef een natuurvriend en engageerde zich op sociaal en cultureel niveau. Door deze activiteiten begon hij pas op 40-jarige leeftijd met schrijven.